# Ginástica de trampolim nos Jogos Pan-Americanos de 2007 - Masculino
A competição masculina da ginástica de trampolim nos Jogos Pan-Americanos de 2007 foi realizada nos dias 27 e 28 de julho no Pavilhão 3A do Complexo Esportivo Riocentro.

## Medalhistas
| Ouro   | USA Chris Estrada |
| Prata  | CAN Jason Burnett |
| Bronze | USA Ryan Weston   |

## Resultados

### Qualificação
| Pos. | Atleta             | Rotina | Juízes | Juízes | Juízes | Juízes | Juízes | Juízes | Pen | Total |
| Pos. | Atleta             | Rotina | ARG    | CAN    | BRA    | MEX    | USA    | Dif    | Pen | Total |
| ---- | ------------------ | ------ | ------ | ------ | ------ | ------ | ------ | ------ | --- | ----- |
| 1    | USA Chris Estrada  | 1ª     | 8,6    | 9,0    | 9,1    | 8,7    | 9,3    | 3,1    |     | 68,60 |
| 1    | USA Chris Estrada  | 2ª     | 7,4    | 7,5    | 7,9    | 7,7    | 8,0    | 15,6   |     | 68,60 |
| 2    | BRA Carlos Pala    | 1ª     | 8,8    | 8,6    | 8,7    | 8,5    | 8,5    | 3,1    |     | 66,90 |
| 2    | BRA Carlos Pala    | 2ª     | 7,3    | 7,3    | 7,8    | 7,6    | 7,8    | 15,3   |     | 66,90 |
| 3    | CAN Bryan Milonja  | 1ª     | 9,0    | 9,1    | 9,0    | 8,9    | 8,8    | 2,7    |     | 66,50 |
| 3    | CAN Bryan Milonja  | 2ª     | 7,2    | 7,4    | 7,4    | 7,3    | 7,1    | 15,0   |     | 66,50 |
| 4    | CAN Jason Burnett  | 1ª     | 8,9    | 9,0    | 8,8    | 8,8    | 9,1    | 3,4    |     | 64,50 |
| 4    | CAN Jason Burnett  | 2ª     | 6,7    | 6,8    | 6,6    | 6,9    | 6,7    | 14,2   |     | 64,50 |
| 5    | USA Ryan Weston    | 1ª     | 8,7    | 9,1    | 8,8    | 8,8    | 9,2    | 2,9    |     | 62,20 |
| 5    | USA Ryan Weston    | 2ª     | 6,8    | 6,9    | 7,0    | 6,5    | 7,4    | 11,9   |     | 62,20 |
| 6    | BRA Rafael Andrade | 1ª     | 7,8    | 7,7    | 7,7    | 7,2    | 7,5    | 3,0    |     | 49,10 |
| 6    | BRA Rafael Andrade | 2ª     | 4,3    | 4,3    | 4,1    | 4,3    | 4,4    | 10,3   |     | 49,10 |
| 7    | MEX Ramses Zavala  | 1ª     | 8,0    | 8,4    | 7,8    | 8,0    | 7,8    | 2,9    |     | 35,70 |
| 7    | MEX Ramses Zavala  | 2ª     | 1,3    | 1,3    | 1,3    | 1,4    | 1,3    | 5,1    |     | 35,70 |
| 8    | ARG Darío Arias    | 1ª     | 5,8    | 5,7    | 5,7    | 5,3    | 5,8    | 1,5    |     | 30,20 |
| 8    | ARG Darío Arias    | 2ª     | 2,3    | 2,4    | 2,2    | 2,4    | 2,5    | 4,4    |     | 30,20 |

### Final
| Pos.              | Atleta             | Juízes | Juízes | Juízes | Juízes | Juízes | Juízes | Pen | Total |
| Pos.              | Atleta             | ARG    | CAN    | BRA    | MEX    | USA    | Dif    | Pen | Total |
| ----------------- | ------------------ | ------ | ------ | ------ | ------ | ------ | ------ | --- | ----- |
| Medalha de ouro   | USA Chris Estrada  | 7,3    | 7,9    | 7,9    | 7,5    | 7,8    | 15,6   |     | 38,80 |
| Medalha de prata  | CAN Jason Burnett  | 7,5    | 7,6    | 7,3    | 7,4    | 7,5    | 16,2   |     | 38,60 |
| Medalha de bronze | USA Ryan Weston    | 7,2    | 7,1    | 7,3    | 7,3    | 7,8    | 15,5   |     | 37,30 |
| 4                 | CAN Bryan Milonja  | 7,4    | 7,2    | 7,3    | 7,0    | 7,0    | 15,0   |     | 36,50 |
| 5                 | BRA Carlos Pala    | 6,4    | 6,8    | 6,6    | 6,7    | 6,6    | 15,3   |     | 35,20 |
| 6                 | ARG Darío Arias    | 6,2    | 6,3    | 6,4    | 6,5    | 6,5    | 8,2    |     | 27,40 |
| 7                 | MEX Ramses Zavala  | 5,4    | 5,1    | 5,2    | 5,0    | 5,1    | 9,2    |     | 24,60 |
| 8                 | BRA Rafael Andrade | 1,6    | 1,7    | 1,5    | 1,5    | 1,4    | 3,8    |     | 7,80  |